# 天津俄文馆
天津俄文馆，创办于1896年，由北洋水师学堂总办嚴復在天津创办，是中国最早的俄文学校之一。该馆的设立与沙俄推动修建中东铁路、开发漠河金矿有关，馆址最初位于天津梁园门外（今河西区大营门一带），后迁入天津德租界新建校舍。
1900年，八国联军入侵天津，停办。1902年，俄文馆并入北洋大学堂俄文专科班:59。

## 历史
1896年6月，李鸿章与俄方签订《中俄密约》，其中包括俄国人在中国建设中东铁路与漠河金矿的内容。
1896年，为应对大量俄国人员来华，俄国向總理各國事務衙門提出在天津设立俄文馆的建议，由直隶总督王文韶具体接洽相关事宜。8月16日，俄方人员抵达直隶总督署，王文韶随即约请水师营务处总办潘志俊与水师学堂总办严复共同商议设馆事宜。
1897年1月7日，俄文馆正式开学，最初设在梁园门外。该馆招收学生30名，分两班，四年毕业:59。不久，王文韶上奏《俄文馆内扩充矿学片》，请求在馆内开设矿学课程，为此需扩建校舍、购置仪器、聘请教师，提出动用漠河金矿杂项款项四五千两，常年经费六千两。该奏折获光绪皇帝批准，并得到户部支持。
1897年5月，俄国公爵、华俄道胜银行董事长乌赫托姆斯基率团来华落实中东铁路计划，抵达天津时专程前往水师学堂参观俄文馆。察看学生所用校舍简陋后，提出设立专门俄文学堂的建议，并当场捐款一千两洋元以资建设。
之后，俄文馆总办潘志俊劝说顺丰洋行（又称萨宝石洋行）老板俄国人斯达尔采夫捐出天津德租界12亩土地作为馆址，又获得开平煤矿与漠河金矿的俄国工程师捐款五千两。潘志俊随即禀请王文韶筹集建设经费，总额达二万金。新馆于1898年9月动工，1899年初建成，共127间房屋。
1900年，八国联军入侵天津，俄文馆被迫停办。1902年，俄文馆并入北洋大学堂俄文专科班，北洋大学堂复校，接收部分俄文馆旧生继续学业:59。